# Bajterek (spomenik)
Bajterek (kazaško Бәйтерек, latinizirano: Bäiterek 'visok topol') je spomenik in razgledni stolp v Astani, glavnem mestu Kazahstana. Turistična atrakcija, priljubljena pri tujih obiskovalcih in Kazahstancih, je simbol mesta, ki je leta 1997 postalo glavno mesto države. Stolp stoji na bulvarju Nurjol in velja za simbol Kazahstana po osamosvojitvi.

## Oblikovanje
Projekt se je začel na pobudo prvega predsednika Republike Kazahstan Nursultana Nazarbajeva; arhitekt projekta je Akmurza Rustembekov.
105 metrov visoka zgradba se dviga iz širokega ravnega podstavka znotraj dvignjenega trga. Sestavljena je iz ozke valjastega jaška, obdane z belimi vejam podobnimi nosilci, ki se razširijo blizu vrha in podpirajo kroglo z zlatimi zrcali s premerom 22 metrov. Podnožje vsebuje prodajalno vstopnic in razstavni prostor z dvema dvigaloma, ki se dvigata znotraj jaška do razgledne ploščadi v krogli. Vhodi v spomenik so pogreznjeni pod višino oči, do njih pa vodijo stopnice z okoliškega trga.
Razgledna ploščad je 97 metrov nad tlemi. Sestavljena je iz dveh nivojev, enega s 360-stopinjskim razgledom na Astano in okolico, in drugega, višjega nivoja, do katerega vodijo stopnice. Na zgornjem nivoju je pozlačen odtis desne roke Nursultana Nazarbajeva, prvega predsednika neodvisnega Kazahstana, nameščen na okrašenem podstavku. Plošča vabi obiskovalce, da položijo roko v odtis in si zaželijo željo. Ob odtisu dlani, prav tako usmerjeno v smeri predsedniške palače, je lesena skulptura globusa in 16 žarečih segmentov v spomin na kongres voditeljev svetovnih in tradicionalnih religij, ki je bil večkrat v Astani.

## Simbolizem
Spomenik je bil zgrajen kot simbol prenosa prestolnice iz Almatija v Astano leta 1997.
Spomenik naj bi poosebljal ljudsko pravljico o bajeslovnem drevesu življenja in čarobni ptici sreče: ptica Simurgh je znesla jajce v špranjo med dvema vejama drevesa.
Pomen Bajtereka kot simbola nove faze v življenju kazahstanskega ljudstva poudarja umetniška kompozicija Ajaly alakan (kazaško Аялы алақан - 'skrbne roke') z odtisom predsednikove desne roke, ki je na višini 97 metrov, kar simbolizira leto 1997 - leto razglasitve Astane za novo prestolnico države in s tem novo izhodišče v zgodovini države.

## Galerija
- Bankovec za 10.000 kazahstanskih tengov, ki prikazuje podobo stolpa Bajterek